# Auguste Mercier

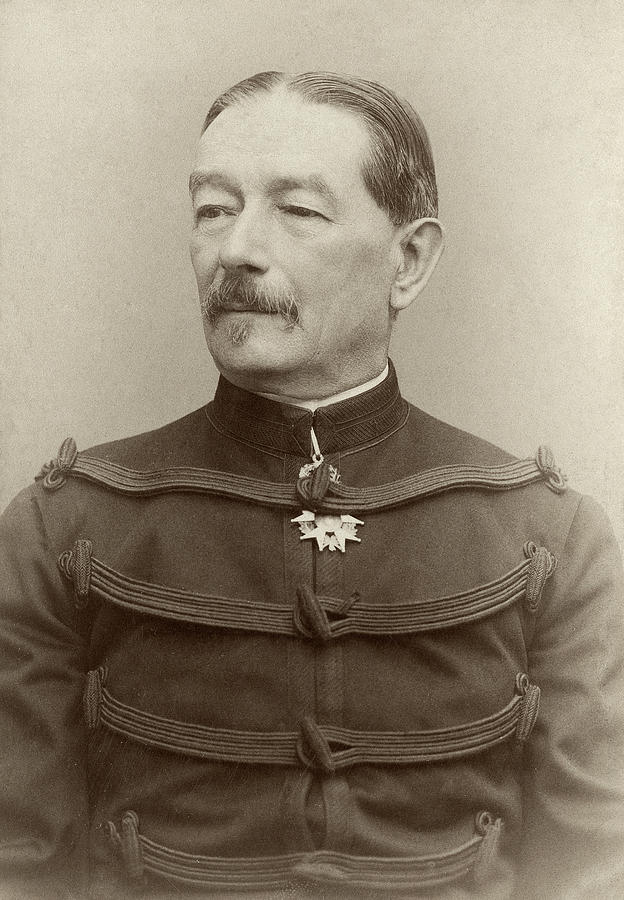
Auguste Mercier

Auguste Mercier (* 8. Dezember 1833 in Arras; † 3. März 1921 in Paris) war ein französischer Berufssoldat und vom 3. Dezember 1893 bis zum 24. Januar 1895 französischer Kriegsminister. Er ist der Nachwelt vor allem wegen seiner Rolle in der Dreyfus-Affäre in Erinnerung, zu deren Hauptakteuren er zählt.

## Leben
Auguste Mercier wurde an der École polytechnique ausgebildet, an der viele französische Offiziere ihre Ausbildung begannen. Diese renommierte Schule schloss er als Zweitbester seines Jahrgangs ab. Er nahm später am Mexikofeldzug und dann am Deutsch-Französischen Krieg 1870/71 teil. 1883 wurde er zum Oberst und 1885 zum General ernannt. 1889 wurde er Verwaltungsdirektor der Armee. Am 3. Dezember 1893 wurde er dann Kriegsminister. Seine Ernennung zum Kriegsminister wurde von den Militärs auf Grund seiner militärischen Erfahrungen begrüßt. Auguste Mercier zählte zu den Republikanern, was ihm vor allem in der nationalistischen Presse sehr viel Kritik eintrug. 1895 wurde er zum Großoffizier der Ehrenlegion ernannt.

### Dreyfus-Affäre
In Merciers Amtszeit fällt die Entdeckung eines nicht unterschriebenen Briefes an den deutschen Militärattaché Maximilian von Schwartzkoppen, des sogenannten Bordereaus, aus dem hervorging, dass ein Offizier des französischen Generalstabs Informationen an den deutschen Nachrichtendienst verkaufte. Im französischen Generalstab wurde auf Basis eines zweifelhaften Handschriftenvergleichs der jüdische Artillerie-Hauptmann Alfred Dreyfus beschuldigt, der Landesverräter zu sein. Die Entscheidung Merciers, die Untersuchung gegen Dreyfus voranzutreiben, wurde weder in höheren Regierungs- noch Armeekreisen einhellig gebilligt. General Félix Saussier, als Militärgouverneur von Paris und Vizepräsident des Conseil Supérieur de Guerre der ranghöchste französische Offizier, bezweifelte Dreyfus’ Schuld und befürchtete die Auswirkungen auf die französische Armee, wenn einer ihrer Offiziere wegen Landesverrats angeklagt werden sollte. Mercier konnte ihn aber schließlich überreden, die erforderlichen Papiere zur Eröffnung des Verfahrens zu unterzeichnen. Außenminister Gabriel Hanotaux war besorgt über die Hast, mit der die Untersuchung im Generalstab vorangetrieben wurde, und wies auf die diplomatischen Konsequenzen hin, wenn bekannt werden würde, dass der französische Nachrichtendienst Unterlagen aus der deutschen Botschaft gestohlen habe. Staatspräsident Jean Casimir-Perier mahnte zur Vorsicht, da er bezweifelte, dass das Bordereau eine ausreichende Grundlage für eine Verurteilung darstelle. Premierminister Charles Dupuy, der geteilter Ansicht über das Verfahren war, nahm Mercier das Versprechen ab, das Verfahren nur anzustrengen, wenn es zusätzlich zum Bordereau andere Schuldbeweise gebe. Mercier, der sich auf die Auswertungen seiner Offiziere verließ, sah keinen Anlass, den eingeschlagenen Weg zu ändern, und unterzeichnete am 14. Oktober 1894 den Haftbefehl gegen Alfred Dreyfus. Die weiteren Untersuchungen übertrug Mercier dem Major Armand du Paty de Clam.
Dreyfus wurde daraufhin verhaftet. Die Verhaftung wurde zunächst geheim gehalten. Dreyfus’ Ehefrau, Lucie Dreyfus, wurde mit gravierenden Folgen für ihren Mann gedroht, sollte sie etwas verlautbaren lassen. Weder die Hausdurchsuchung bei der Familie Dreyfus noch weitere Recherchen in seinem Privatleben ließen auf eine Spionagetätigkeit durch Dreyfus schließen. Es fand sich auch keinerlei Motiv für eine solche Tätigkeit. Das klassische Motiv für eine Spionage – Geldnot – traf auf Dreyfus nicht zu. Sowohl Dreyfus als auch seine Frau Lucie stammten aus wohlhabenden Familien, das Vermögen von Dreyfus allein warf ein jährliches Einkommen von 40.000 Franc ab, und nach dem Tod seines Vaters hatte er weitere 110.000 Franc geerbt.
Nur zwei Tage nachdem Paty de Clam den Generalstabschef Raoul de Boisdeffre darüber informiert hatte, dass er Zweifel habe, dass eine Anklage gegen Dreyfus erfolgreich sein werde, ließ ein Informant aus dem Kriegsministerium der Presse Details über den Fall zukommen. Am 31. Oktober berichtete die Tageszeitung L’Eclair von der Verhaftung eines Offiziers, La Patrie sprach bereits von der Festnahme eines jüdischen Offiziers im Kriegsministerium, und Le Soir gab den Dreyfus’ Namen, sein Alter und seinen Rang bekannt. Am selben Tag veröffentlichte die Nachrichtenagentur Havas ein Kommuniqué des Kriegsministeriums, dass ein Offizier wegen der Weitergabe von vertraulichen, aber nicht sehr wichtigen Dokumenten an einen Ausländer verhaftet worden sei. Kriegsminister Mercier befand sich nun in einer schwierigen Lage. Hätte er angeordnet, Dreyfus freizulassen, hätte die nationalistische und antisemitische Presse ihm Versagen und mangelnde Härte gegenüber einem Juden vorgeworfen. Würde dagegen Dreyfus in einem Prozess freigesprochen, hätte man Mercier vorgeworfen, leichtsinnige und entehrende Beschuldigungen gegen einen Offizier der französischen Armee erhoben und eine Krise mit Deutschland riskiert zu haben. Mercier hätte dann vermutlich zurücktreten müssen. In einer Sondersitzung des Kabinetts zeigte Mercier den Ministern eine Abschrift des Bordereau, von dem er behauptete, es sei eindeutig von Dreyfus geschrieben worden. Die Minister stimmten der Einleitung einer gerichtlichen Untersuchung gegen Dreyfus zu. Der Fall wurde damit an General Saussier übergeben, der am 3. November die weitere vorläufige Untersuchung dem Hauptmann Bexon d’Ormescheville übertrug. Dieser war Prüfungsrichter am Premier conseil de guerre in Paris.
Als erkennbar wurde, dass das Kriegsgericht sich nicht von dem dürftigen Beweismaterial überzeugen lassen werde, gab Mercier die Anweisung, ein entsprechendes Geheimdossier zusammenzustellen und dieses heimlich, ohne Kenntnisnahme durch den Angeklagten Dreyfus und seinen Verteidiger, zu übergeben. Dieses rechtswidrige Verhalten machte das Militärgerichtsverfahren ungültig, Dreyfus wurde jedoch zu öffentlicher Degradierung und lebenslanger Haft verurteilt.
Der Kreis der Personen, die sich um eine Wiederaufnahme des Prozesses bemühte, wurde in den folgenden Monaten immer größer. Zu den entscheidenden Wendepunkten gehört die Entdeckung des tatsächlichen Landesverräters Ferdinand Walsin-Esterházy durch den Nachrichtendienstchef Marie-Georges Picquart im Verlauf des Jahres 1896. Um Schaden vom Generalstab und hohen Militärs abzuwenden, bemühten sich jedoch mehrere Personen im Generalstab, dies gegen den Willen Picquarts zu unterdrücken. An den Vertuschungsbemühungen waren wesentlich du Paty und der Major Hubert Henry beteiligt. Auguste Mercier zog sich 1898 kurz vor der Wiederaufnahme des Prozesses gegen Dreyfus aus dem Armeedienst zurück. Er wurde im Jahre 1900 Senator und widersetzte sich 1906 der Rehabilitierung von Alfred Dreyfus. 1907 wurde er von der rechtsextremen Gruppierung Action française für seinen Standpunkt in der Dreyfus-Affäre mit einer Goldmedaille ausgezeichnet.

## Filme
- 1995: Die Affäre Dreyfus, von Yves Boisset, mit Jacques Dacqmine als Mercier[15]
- 2019: Intrige, von Roman Polanski, mit Wladimir Yordanoff als Mercier

## Einzelbelege
1. 1 2  MERCIER Auguste, Ancien sénateur de la Loire-Inférieure. In: Sénat.fr. Abgerufen am 19. März 2023 (französisch).
2. ↑  Harris, S. 20
3. ↑  Whyte, S. 571
4. ↑  grand officier de la Légion d'honneur;commandeur de la Légion d'honneur. In: Léonore archives. Abgerufen am 19. März 2023 (französisch).
5. ↑  Begley, S. 21
6. ↑  Harris, S. 21–22
7. ↑  Begley, S. 22
8. ↑  Harris, S. 21–22
9. ↑  Kotowski et al., S. 30
10. ↑  Harris, S. 22–23
11. ↑  Whyte, S. 45
12. ↑  Whyte, S. 45
13. ↑  Begley, S. 25
14. ↑  Whyte, S. 45–47
15. ↑  Die Affäre Dreyfus bei IMDb

| Vorgänger               | Amt | Nachfolger                     |
| ----------------------- | --- | ------------------------------ |
| Julien Loizillon selbst | Kriegsminister von Frankreich 02.12. 1893 – 22.05. 1894 30.05. 1894 – 25.06. 1894 02.07. 1894 – 18.01. 1895 | selbst Émile Auguste Zurlinden |

| Personendaten    | Personendaten                                                           |
| ---------------- | ----------------------------------------------------------------------- |
| NAME             | Mercier, Auguste                                                        |
| KURZBESCHREIBUNG | französischer Berufssoldat und französischer Kriegsminister (1893–1895) |
| GEBURTSDATUM     | 8. Dezember 1833                                                        |
| GEBURTSORT       | Arras                                                                   |
| STERBEDATUM      | 3. März 1921                                                            |
| STERBEORT        | Paris                                                                   |